# Alto (instrument à cordes)

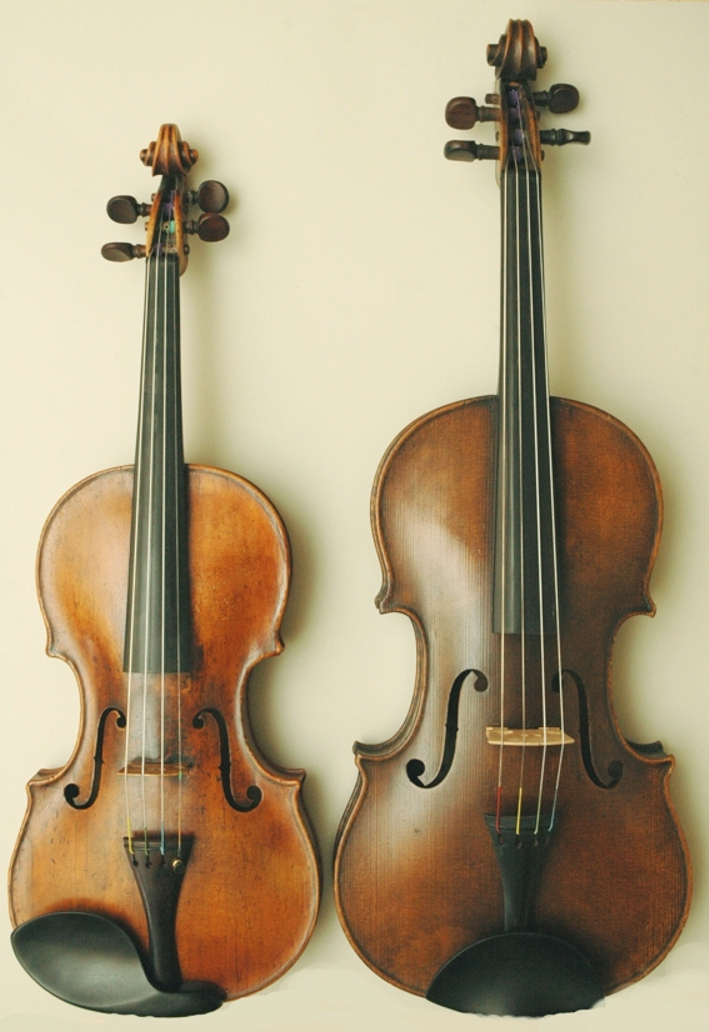
Comparaison de taille entre le violon entier (à gauche) et l'alto entier (à droite).

Pour les articles homonymes, voir Alto.
L'alto est un instrument à cordes frottées, plus grave, plus grand et plus épais que le violon, plus aigu, plus petit et plus fin que le violoncelle. Muni de quatre cordes (do, sol, ré et la), sa gamme de fréquences fondamentales va de 128 à 2 600 Hz.
Probablement issu du rébec, apparu au XVIe siècle en Italie, sa forme moderne se fixe au XIXe siècle. L'alto a longtemps été considéré comme un instrument d'accompagnement, d'orchestre et de musique de chambre, jusqu'au XXe siècle, période où son répertoire en tant que soliste s'agrandit considérablement.

## Histoire

### Dénomination
L’instrument a eu tout au long de son histoire et selon les zones géographiques des appellations si diverses qu’il est parfois difficile de s’y retrouver. Le terme « alto » ne s’est en réalité fixé en France qu’à partir de la seconde moitié du XIXe siècle. Faisant son apparition au premier tiers du XVIe siècle, l’instrument peine à se trouver un nom. Il est parfois nommé viola, terme italien qui pouvait à l’époque désigner également n’importe quel instrument de la famille des violes à l’exception du violon dont l’appellation violino (petite viole) faisait déjà référence à l’instrument de tessiture soprano. On trouve également l’alto sous les noms de Violetta, Violette, Viole, ou encore Viola da Braccio dont est issu le terme Bratsche en allemand. L’appellation « alto » est en réalité un qualificatif de tessiture. Il existait au XVIe siècle en Italie deux types de viola pour jouer les voix intermédiaires : L'alto viola et la tenore viola. La tenore viola a aujourd’hui disparu car sa taille importante ne lui permettait que très difficilement d’être jouée — il en existe encore quelques exemplaires mais ils ont été pour la grande majorité recoupés pour être joués en tant qu’alto. En revanche, l’alto viola s’est répandu dans toute l’Europe et correspond à l’instrument que nous connaissons aujourd’hui. De nombreux pays le désignent simplement par le terme viola mais d’autres comme la France préfèrent se référer à sa tessiture, c’est pourquoi les francophones le nomment « alto ».

### Origine

#### Ascendance
L'alto descend du rebec, instrument de musique médiévale et de la Renaissance à cordes frottées, au nombre de trois ou quatre. Comme le violon, il s'accorde en quintes justes, possède une table d'harmonie et deux ouïes. Sa tessiture est légèrement plus grave que celle de l'alto (ténor), ainsi que plus réduite (seulement deux octaves).
Cette ascendance réelle va à l'encontre de l'idée selon laquelle l'alto serait dérivé du violon.

#### Création
L'alto apparaît en Italie dans les années 1520,. Jusqu'au XVIIe siècle (inclus), on distingue deux types d'alto: le tenore viola et alto viola, dont le premier a disparu en raison de sa moindre jouabilité: son poids et son volume rendait difficile la virtuosité.
Cependant, d'autres sources, minoritaires, indiquent que l'alto est créé en 1550 par le luthier Andrea Amati, également inventeur du violon.
Les plus anciens modèles d'alto viola existant encore aujourd'hui sont de la facture du luthier et musicien italien Gasparo da Salò (1542-1609).

### Évolution de la lutherie
L'alto est l'instrument de la famille des cordes le plus soumis aux expérimentations de lutherie. De nombreuses évolutions sont des conséquences des innovations d'écritures.

#### De l'alto baroque à l'alto classique
La fin de la période baroque voit le disparition du tenore viola (violon ténor) au profit du seul alto viola qui permet une plus grande virtuosité à l'instrumentiste : le violon ténor mesure 50 centimètres, ce qui rend difficile l'aisance technique. Cependant, l'alto viola n'est pas optimal et connaît des améliorations entre la période baroque et la période classique: le manche devient plus fin et plus long, afin de pouvoir jouer en des positions plus basses sur le manche, et ainsi émettre des sons plus aigus, que nécessitaient les innovations d'écriture.
La pression exercée par les cordes (en boyau filé d'argent) sur le chevalet est plus basse à l'époque baroque qu'à l'époque classique. L'augmentation de la pression à l'époque classique a pour conséquence un renforcement de la barre d'harmonie à l'époque classique, puis à l'époque romantique, ainsi qu'un épaississement de l'âme. Le chevalet est également plus bas, et l'angle du manche moins prononcé. La touche est en érable avant d'être en ébène, plus dense.
Le cordier de l'alto évolue également. En effet, des sillets ont été créés afin de mieux maintenir les cordes.

#### Les innovations de l'alto romantique (moderne)
Toujours dans l'objectif de permettre à l'instrumentiste des notes plus aiguës et une plus grande virtuosité, l'alto connaît des innovations majeures à la période romantique: les cordes en boyau sont remplacées par des cordes en métal, le manche est de nouveau allongé et affiné et la mentonnière apparaît. Il s'agit de la version moderne de l'instrument.
La version moderne de l'archet est développée par l'archetier français François Tourte tout à la fin du XVIIIe siècle, et sert de modèle encore aujourd'hui. L'archet est concave au lieu de convexe, la baguette s'allonge, devient plus légère et un mécanisme de vis à écrou permettant de tendre le crin est ajouté : la précision du son, de l'attaque et des nuances est ainsi améliorée.

#### XXesiècle: une lutherie électronique

##### L'alto électro-acoustique
Le premier violon électro-acoustique est fabriqué en 1920 par le musicien de jazz américain Stuff Smith. L'alto étant un violon de tessiture alto, cela peut-être pris pour la date d'invention, également, de l'alto électro-acoustique, puisque le fonctionnement est exactement le même. Les premières pièces commencent à être produites par des entreprises dix ans plus tard, à partir des années 1930. L'alto électro-acoustique fonctionne selon le même principe que la guitare électro-acoustique: les sons produits par l'instrument acoustique sont amplifiés à l'aide de micro sensibles à la pression de l'air, nommés capteurs piézoélectriques.

##### L'alto électrique

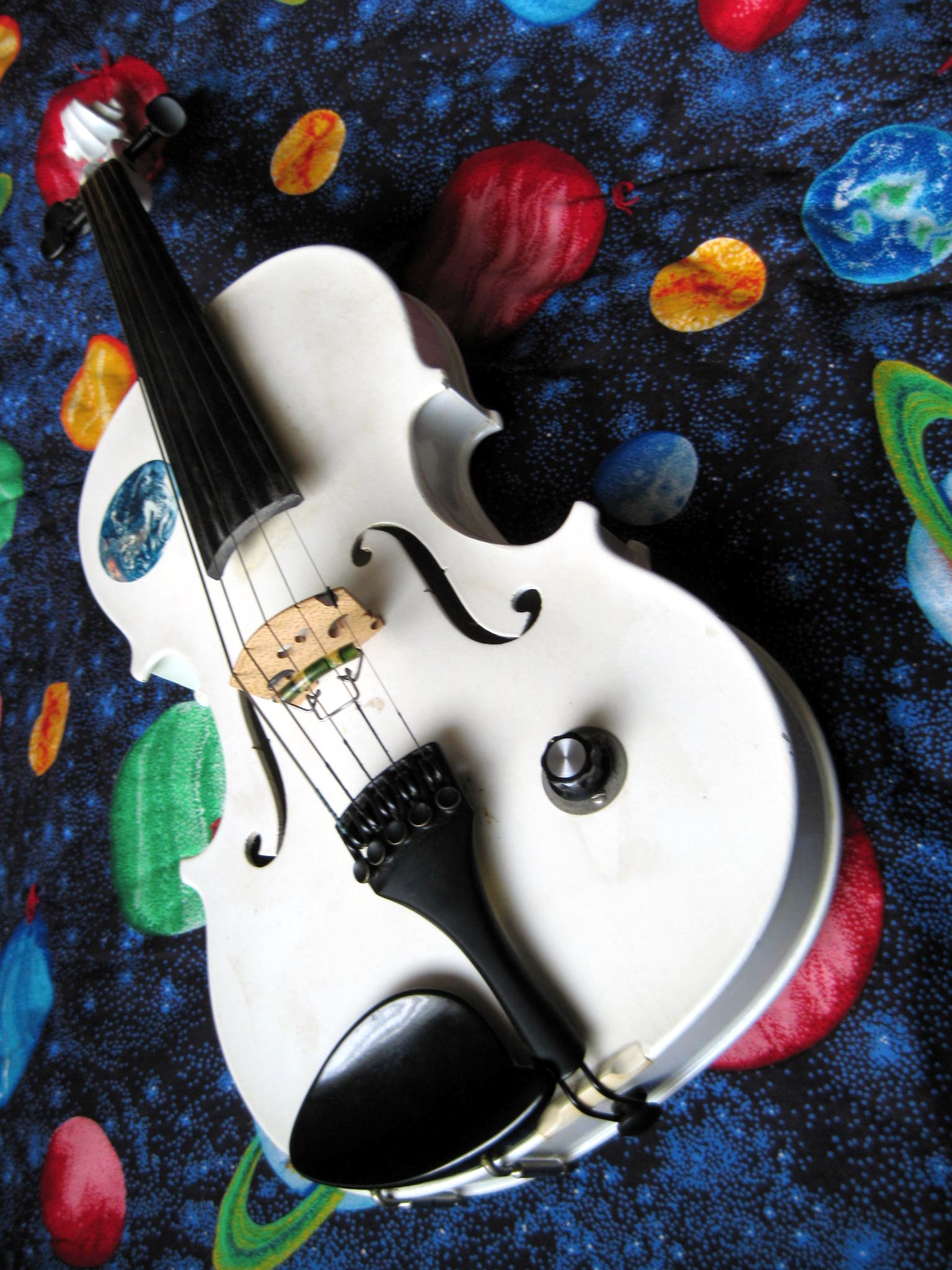
Un "violon" électrique à cinq cordes

Selon certaines sources, le violon électrique (et non électro-acoustique : il n'y aurait pas de caisse de résonance) aurait été inventé en 1874 par l'ingénieur américain Elisha Gray. Cependant, il n'existe pas d'illustration de ce violon. Il faut attendre les années 1990 pour que l'usage du violon électrique (et donc de l'alto) se répande, grâce à l'amélioration de la technologie,.
L'alto électrique fonctionne selon le même principe que la guitare électrique : l'instrument n'a pas de caisse de résonance et le son est transmis des micros à un amplificateur par un câble,.

#### Expérimentations de contre-altos (ou altos ténors)
Jusqu'à la fin du XVIIe siècle, avec un accordage une quarte sous l'alto, le tenore viola occupe une place dans la famille des cordes frottées entre le violoncelle et l'alto viola. Après sa disparition, certains luthiers cherchent à combler l'écart de tessiture de plus d'un octave qui existe alors entre le violoncelle et l'alto en développant des contre-altos. C'est le cas du luthier français Jean-Baptiste Vuillaume en 1855. Son contre-alto est une anamorphose d'un modèle d'alto inspiré du luthier italien Stradivari, a une longueur de caisse de 41,5 centimètres et une largeur allant jusqu'à 36,0 centimètres. À titre de comparaison, la longueur d'un alto pour adulte se situe généralement entre 38 et 42 centimètres, et une largeur entre 18 et 20 centimètres.

### Évolution de la place de l'alto dans la musique savante
L'alto et les altistes sont sujets à des plaisanteries moqueuses dans le milieu de la musique, bien que l'alto y jouisse aujourd'hui d'une place clairement définie. Ceci peut s'expliquer par l'histoire particulière de cet instrument,.

#### L'évolution de l'apprentissage de l'alto et le mythe du violoniste raté
Les altistes souffrent quelquefois de l'image de violonistes ratés. Cela s'explique en partie par l'histoire de l'apprentissage de l'alto: pendant de nombreuses années, les altistes sont d'anciens violonistes ayant été réorientés vers l'alto en raison d'un niveau trop faible. En 1861 Antoine Elwart rapporte que « tous les violonistes qui ont eu des malheurs au Conservatoire dans l’étude de l’instrument roi se résignent bon gré mal gré à jouer de l’alto ». De plus, l'alto n'a longtemps pas été considéré comme un instrument à part entière qui nécessiterait un apprentissage distinct de celui du violon. En effet, alors que le plus ancien conservatoire de France, le Conservatoire National de Musique, est fondé en 1795 afin de former « l'élite des citoyens-musiciens », la première classe d'alto n'y ouvre qu'un siècle plus tard, en 1895, alors que Berlioz la réclamait depuis 1848.
Aujourd'hui, la plupart des conservatoires à rayonnements régional proposent des cours pour altistes débutants,,, et la spécificité technique  et de style de jeu de l'alto semble reconnue. Par exemple, les altistes prêteraient une plus grande importance au son, tandis que les violonistes préféreraient se focaliser sur la virtuosité technique, et les différences physiques entre les deux instruments (taille, écart entre les cordes…) semblent conférer aux altistes un savoir-faire propre à la pratique de leur instrument de plus en plus reconnu,.

#### Le rôle et le statut de l'alto à travers les époques
Jusqu'au XXe siècle, l'alto est principalement un instrument d'accompagnement. Par la suite, de nombreux concertos pour alto sont écrits et lui attribuent le statut d'instrument soliste. Aujourd'hui, son usage ne se limite pas à la musique savante: il peut être employé dans la musique pop, le rock ou encore le folk.

##### XVIe–XVIIIesiècle
Jusqu'au XVIIe siècle au moins, l'alto est employé aux côtés du violon-soprano, du violon-ténor et du violoncelle dans les compositions polyphoniques de la Renaissance fondées sur le contrepoint, qui consiste en une superposition de lignes mélodiques distinctes. Certains compositeurs, comme Lully, emploient d'autres violons intermédiaires. À partir du XVIIe siècle, à l'époque baroque, l'écriture sous forme de quatuor (deux violons, un alto et un violoncelle) s'installe peu à peu en raison à la supplantation de l'écriture contrapuntique par l'écriture harmonique. Le violon ténor commence à disparaître, ainsi que les autres instruments intermédiaires.
Dans la seconde moitié du XVIIIe siècle (période classique), la forme moderne du quatuor est fixée et des compositeurs comme Haydn, Mozart et Boccherini participent à sa diffusion dans toute l'Europe.
Aux XVIIe et XVIIIe siècles, bien que l'alto ne soit pas considéré comme un instrument soliste, certains compositeurs lui accordent une place importante dans leurs œuvres, comme Telemann et Mozart. Le premier cité compose la première pièce écrite pour l'alto en tant que soliste en 1720, et Mozart écrit la Symphonie concertante pour violon et alto vers 1779, qui traite d'égal à égal le violon et l'alto.

##### XIXe–XXIesiècles
Au XIXe siècle, période romantique, la mauvaise réputation de l'alto perdure. Il fait encore figure de parent pauvre du violon dans de nombreuses pièces, mis à l'honneur dans des pièces virtuoses. L'alto a alors le rôle peu reconnu de faire le liant entre les violoncelles et les violons, et les rangs des altistes sont occupés par les plus mauvais violonistes, qui jouent sur des altos de trente-huit centimètres (d'une taille très proche de celles d'un violon).Cependant, c'est aussi à cette période que le rôle attribué à de l'alto évolue sensiblement vers la réhabilitation de cet instrument. Des compositeurs commencent à prendre sa défense et cherchent à faire reconnaître ses qualités.
Hector Berlioz fustige l'usage de ces petits altos sus-cités pour leur manque de son, ordonnant de "proscrire l’usage de ces instruments bâtards" dans son Grand traité d'instrumentation et d'orchestration modernes(page 38). Dans sa symphonie Harold en Italie, l'alto est l'unique soliste, contrairement au concerto du siècle précédent de Mozart où il partageait ce rôle avec le violon. Cela signe pour certains la réhabilitation de l'alto. Robert Schumann écrit des pièces avec piano spécifiquement destinées à l'alto, les premières, comme les Märchenbilder en 1851, où il cherche à exploiter le son de l'alto. Les Märchenbilder ne quittent toutefois pas réellement le cercle des interprètes, altistes, où ils sont encore aujourd'hui très joués, et ne sont pas considérés comme une œuvre majeure de Schumann.D'autres compositeurs comme Henri Vieuxtemps composent ponctuellement pour l'alto.
C'est au XXe siècle que l'alto trouve réellement ses lettres de noblesse, avec de grands interprètes altistes comme Gérard Caussé et William Primrose,.et  l'altiste et compositeur Hindemith, et l'anglais Lionel Tertis, qui compose et lutte pour cet instrument.William Primrose écrit à son sujet:
«… il lutta, il livra un combat héroïque et finit par s’imposer. Pour ceux d’entre nous qui le suivirent, ce fut beaucoup plus simple et les lettres de noblesse furent vite reconnues. À ma connaissance, Tertis fut le premier à affirmer l’unicité et l’essence de l’alto, comme je l’ai déjà souligné. Il définit la personnalité propre de l’instrument ; et à l’idée qu’on pouvait jouer de l’alto comme du violon, mais une quinte plus bas, il entrait dans une colère fulgurante et terrible. »

## Lutherie

### Caractéristiques
Ses quatre cordes sont disposées de la façon suivante (de gauche (grave) à droite (aiguë) : do, sol, ré, la (une octave au-dessus du violoncelle et une quinte en dessous du violon).
do 2, sol 2, ré 3, la 3 en clé d'ut 3e ligne

### Place dans la famille des cordes
On l'appelait autrefois quinte de violon, taille ou haute-contre (dans des tessitures différentes). Il apparaît au XVe siècle avec des tailles de corps (hors manche) très variables, caractéristique qu'il a conservée puisqu'il peut varier encore de 38 à 45 cm — les altos de facture moderne mesurent le plus souvent de 41 à 42 cm.
La famille des violons a subi une standardisation au cours du XVIIe siècle pour ne compter que quatre membres (violon, alto, violoncelle et contrebasse). Autrefois elle en comptait six : violon piccolo (accordé une quarte au-dessus du violon actuel), violon soprano (violon connu dans sa forme actuelle), violon alto, violon ténor (une quarte en dessous de l'alto), violoncelle et contrebasse. Les violons piccolo et ténor ont disparu, et l'alto seul élément restant entre le violoncelle et le violon continue de faire de la résistance face à cette standardisation, ce qui peut expliquer que la taille d'un alto n'est pas fixée.
Si le violoncelle et le violon sont respectivement la basse et le dessus de la famille, l'alto, lui, couvre les tessitures intermédiaires (alto et ténor).

### Dimensions
Les dimensions et les proportions de l'alto ne sont pas standardisés, contrairement à celles du violon. Aujourd'hui, l'alto a une longueur comprise entre 38 et 43 centimètres. Une liberté est accordée au luthier sur la question, primordiale pour l'instrumentiste et le son de l'instrument: il faut trouver un équilibre la qualité du son (la projection du son, l'amplification) et la jouabilité (une taille trop importante peut entraver l'instrumentiste), ce qui constitue un défi pour le luthier,.
|                             | Antonio & Girolamo Amati | Antonio & Girolamo Amati | Andrea Guarneri | Andrea Guarneri | Stradivarius            | Stradivarius        |
| Longueur                    | 42,2                     | 39,8                     | 41,9            | 48,2            | 41,4                    | 47,8                |
| Largeur (partie supérieure) | 20                       | 19,6                     | 19,6            | 24,2            | 18,7                    | 21,9                |
| Largeur (partie inférieure) | 24,3                     | 24,6                     | 24,0            | 28,1            | 24,3                    | 27,2                |
| Commentaire                 | Henry IV                 | Primrose                 | Conte Vitale    | Alto de 1664    | Medici Contralto Toscan | Medici Ténor Toscan |

## Timbre et jeu

### Technique
La technique de l'alto est dans les grandes lignes similaire à celle du violon, mais, n'est pas pour autant identique à celle-ci. Le vibrato, par exemple, est plus large et plus ample dans la pratique de l'alto. Les écarts de doigts sont, de même, plus importants. Auparavant l'alto se jouait en position verticale posé sur les genoux, ce qui rappelle la technique de jeu du violoncelle.

### Lecture
Alors que les parties de violon sont écrites en clef de sol et celles pour violoncelle en clef de fa, d'ut 4e ligne ou encore de sol, les parties d'alto sont écrites en clef d'ut 3e ligne et de sol pour les aigus.

### Différences avec le violon
L'alto est généralement décrit comme ayant un timbre plus sombre, plus chaleureux, et des tonalités plus riches que le violon, qui présenterait un timbre plus clair et plus brillant.

## Répertoire et usage de l'alto
Le timbre de l'alto est différent de celui du violon. Il est plus chaud et rond dans les graves, très pénétrant et corsé à l'aigu. Il s'apparente au cor anglais lorsqu'il joue à l'aigu, alors qu'en sourdine, il ressemble plutôt à un basson dans le médium, ou au cor d'harmonie voilé. Ses rôles sont divers : il peut chanter des mélodies étincelantes et vibrantes à l'aigu ou à l'extrême aigu, s'unir aux bois ou aux cors pour compléter l'harmonie ou réaliser des accompagnements en tous genres (c'est là son emploi le plus fréquent), faire ce que l'on appelle des mouvements intérieurs pour donner de la vie à l'orchestration, jouer les basses…
Dans son traité d'orchestration Charles Koechlin défend ainsi l'instrument : 

« Les musiciens qui reprochaient à l'alto de « manquer de brillant » n'y comprennent goutte ! [L'instrument] est capable de puissance au grave, bien plus qu'on ne croit — surtout de puissance tragique, et de profondeur. Voilé parfois dans le medium, avec un détaché mordant, il s'y fera sarcastique, âpre, humoriste, ou batailleur […]. Les phrases expressives le montrent plus intime que le violoncelle ou le violon ; parfois infiniment doux, et toujours noble, en nul cas il ne sonne maigre, ni mièvre. »

### Musique savante
Son répertoire est vaste, de la fin de la Renaissance à nos jours. Les œuvres majeures pour cet instrument datent du XVIIIe siècle, avec le concerto de Georg Philipp Telemann, la Symphonie concertante pour violon et alto de Wolfgang Amadeus Mozart et les œuvres de Stamitz, Hoffmeister et Rolla. Au XXe siècle, beaucoup de compositeurs ont écrit des concertos pour alto dont Béla Bartók, Paul Hindemith et William Walton, etc. (voir la liste des principales œuvres pour alto)
L'alto est également présent dans tout le répertoire d'orchestre et surtout en musique de chambre, notamment au sein du quatuor à cordes (où il tient la même place que le ténor dans un ensemble vocal à quatre voix).
En 1806, Étienne Nicolas Méhul compose Uthal, opéra en un acte, intégralement écrit sans violon, donnant une place prépondérante aux altos (divisés en deux groupes pendant tout l'ouvrage). Ce geste d'orchestration tend à offrir à l'auditeur une ambiance qui traduit les Poèmes d'Ossian publiés par James Macpherson entre 1760 et 1763 et qui étaient alors en vogue en ce début de XIXe siècle [réf. nécessaire].

### Musique populaire
L'alto est depuis plusieurs années un instrument présent dans le rock, le pop, le jazz, le blues et plusieurs autres genres musicaux.
Formé en 1965, le Velvet Underground est un précurseur dans ce domaine avec l'utilisation intensive d'un alto (électrifié sur scène et acoustique en studio) par John Cale sur une partie substantielle des enregistrements du groupe de 1965 à février 1968, notamment les classiques Heroin, Hey Mr. Rain où figure une longue improvisation, et The Black Angel's Death Song.
Le groupe de rock alternatif 10 000 Maniacs fait régulièrement appel à l'altiste Mary Ramsey (en) à partir de 1993. Ramsey fait également partie du groupe de John Lombardo John and Mary.
Le violoniste Robby Steinhardt (mort en 2021) du groupe américain de rock progressif Kansas jouait également de l'alto : on peut l'entendre superposer les deux instruments dans le pont de la ballade Dust in the Wind.
D'autres groupes tels que Defiance, Ohio, The Funetics et Flobots ont également inclus de l'alto dans leurs formations. L'instrument se retrouve également au sein de British Sea Power, un groupe de rock indépendant du Royaume-Uni.
L’altiste et violoncelliste Anne Marie Ruljancich accompagne Jesse Sykes sur plusieurs tournées et plusieurs albums.
Sur scène, l'altiste Abi Fry (en) partage son temps entre le clavier et l'alto. Elle joue également avec Bat for Lashes, et les groupes The Flowers of Hell, Sad Season et Euchrid Eucrow.
En musique folk, la Britannique Eliza Carthy (en) a formé son premier groupe, The Waterdaughters, à l'âge de 13 ans, en faisant appel aux talents de sa mère et de sa cousine. Elle a par la suite travaillé avec Nancy Kerry, et avec la famille Waterson. Pendant ces années de découvertes musicales, elle a pu approfondir ses connaissances du violon, de l'alto, du ukulele, du chant, de la guitare et du piano.
En musique populaire contemporaine, le groupe canadien Arcade Fire, formé en 2000, fait appel à un large éventail d’instruments. L'altiste et violoniste canadienne Marika Anthony-Shaw (en), qui a accompagné le groupe en tournée, joue de l’alto sur les albums Neon Bible et The Suburbs.
Du côté des ensembles dit typiquement classiques, on voit également l'émergence d’arrangements de musique populaire. Il n'est plus rare d'assister au concert de Coldplay accompagné d'un orchestre. Le groupe Vitamin String Quartet est connu pour ses arrangements de titres de Coldplay, Lady Gaga, Adele, Led Zeppelin, Deftones, Paramour, Muse, Radiohead, ou encore Green Day. Les Dueling Fiddlers, composés d’Adam DeGraff et Russel Fallstad, sont un duo de violonistes classiques qui se sont tournés vers le rock. Ils reprennent des morceaux populaires à leur manière, soit à deux violons, soit en duo violon / alto.

## L'alto dans la littérature
- Richard Millet, La voix d'alto, Paris, Gallimard, coll. « Folio », 2003, 408 p. (ISBN 2-07-030168-0)
- Lainé, Frédéric, L’alto, Anne Fuzeau Productions, coll. « Mnemosis instruments », 2010.
- Akira Mizubayashi, Reine de cœur, Gallimard, coll. « Blanche », 2022, 240 p.,  (ISBN 9782072984051)

## Discographie

### Concertos
- Hoffmeister, Hummel, J. Schubert, Weber – Concertos pour alto – Gérard Caussé, alto et direction ; Les solistes de Montpellier-Moscou (6-9 décembre 1993, EMI) (OCLC 658722829)
- Walton* et Bruch : Double concerto et Concerto pour alto – Yuri Bashmet, alto et Victor Tretiakov, violon ; Orchestre symphonique de Londres, dir. André Previn* et Neeme Järvi (février 1994 ; février 1996, RCA 49881 2)
- Berlioz, Harold en Italie – Gérard Caussé, alto ; Orchestre Révolutionnaire et Romantique, dir. John Eliot Gardiner (octobre 1994, Philips) (OCLC 35524947)
- Bartók, Hindemith : Concertos pour alto – Nobuko Imai, alto ; Orchestre de la haute école de musique de Genève, dir. Gábor Takács-Nagy (2008, Pan Classics)
- Essentia : Bartók, Paganini, Kugel, Bloch, Brahms – Dana Zemtsov, alto ; Orchestre symphonique d'Estonie, dir. Daniel Raiskin (décembre 2017, Channel Classics CCS 41018) (OCLC 1054009040)
- Musique pour alto et orchestre de chambre : Vaughan Williams, Britten, Martinů, Hindemith – Timothy Ridout, alto ; Orchestre de chambre de Lausanne, dir. Jamie Philips (2020, Claves) (OCLC 1156631222)

### Musique de chambre
- Schubert, Schumann, Bruch, Enesco : Arpeggione ; Marchenbilder ; Kol Nidrei ; Konzertstuck – Yuri Bashmet, alto ; Mikhail Muntian, piano (1990, RCA) (OCLC 1081056990)
- Glinka, Roslavets, Chostakovitch : Sonates pour alto – Yuri Bashmet, alto ; Mikhail Muntian, piano (1992, RCA 61273 2) (OCLC 611643954)
- Brahms, Clarke, Vieuxtemps : Sonates pour alto et piano – Tabea Zimmermann, alto ; Kirill Gerstein, piano (2010, Myrios Classics) (OCLC 744546109)
- Tre Voci : Takemitsu, Debussy, Gubaidulina – Kim Kashkashian, alto ; Sivan Magen, harpe ; Marina Piccinini, flûte (avril 2013, ECM 2345)
- L'art de l'alto : Hindemith, Schumann, Beethoven, Britten – Heinrich Koll (de), alto ; Madoka Inui, piano ; Peter Schmidl, clarinette ; Alexandra Koll, violon ; Milan Karanovic, violoncelle (19-22 mai 2004, Naxos 8.557606) (OCLC 937033782)
- Transforming Viola : Bach, Hindemith, Britten, Ligeti – Diyang Mei, alto (2019, Guenuin)